# Bajkó Barabás
Bajkó Barabás (Nagyvárad, 1916. december 28. – Csíkszereda, 1985. március 26.) szülész-nőgyógyász szakorvos, orvosi szakíró, közíró.

## Életútja
Orvosi oklevelét 1942-ben Kolozsváron szerezte meg. 1945-től 1947-ig a marosvásárhelyi szülészeti klinika tanársegéde, majd Csíkszeredában kórházi főorvos, számos hazai és külföldi kongresszus előadója. Az orvostudományok doktora (1970). Hazai és külföldi szakfolyóiratokban, így az EME Értesítőjében, az Orvosi Szemlében, a Revista Medicală és Obstetrică-Ginecologie hasábjain megjelent közleményeinek tárgya főleg a terhes méh élettana, a koraszülések és a műtétes szülések megelőzése.
Elsőként számolt be a hazai szakirodalomban falusi környezetben végzett nőgyógyászati szűrővizsgálatok tanulságairól. Ő kezdeményezte és vezette be Trozner Ferenccel együtt a később országosan is alkalmazott „összevont szülőházak”-at, s azok jelentőségét több dolgozatban ismertette. Közírásai a nők egészségügyi nevelését, az egészségügyi személyzet továbbképzését szolgálta. Felvilágosító röplapot adott ki a méhrákról (1947). Kezdeményezője volt a méhnyakrákszűrésnek. Néhány tanács asszonyainknak című munkája 1948-ban Csíkszeredában jelent meg. Bábanövendékeknek írt kétkötetes jegyzete (Szülészet, 1955) 1980-ig négy kiadást ért meg.
Életének utolsó évtizedeiben az orvosi munka mellett foglalkoztatta a székelység történelme, 17–18. századi lustrákat kutatott, rendszerezte ezek anyagát mintegy segítve Imreh István és Pataki József történészek munkáját.